# Герб Новой Земли
Герб Муниципального образования Новая Земля — герб одного из муниципальных образований Архангельской области.

## Описание герба
«Герб муниципального образования „Новая Земля“ представляет собой червлёный древнерусский щит с изображением серебряной полярной совы с распростёртыми крыльями над золотым символическим изображением атома. Щит с обеих сторон держат два белых медведя, стоящие на льдине, имеющей очертания силуэта архипелага Новая Земля».

## Обоснование символики
Символическое изображение атома в гербе подчеркивает роль Новой Земли в советской ядерной программе, в рамках которой, с 21 сентября 1955 года и до 24 октября 1990 года на архипелаге было проведено 132 ядерных взрыва.
Герб разработан специалистами Геральдической Палаты Конгресса муниципальных образований РФ (г. Москва).
Герб внесен в Государственный геральдический регистр Российской Федерации под № 986 (протокол № 12 от 1 ноября 2002 года).